# Euroliga de 2015–16

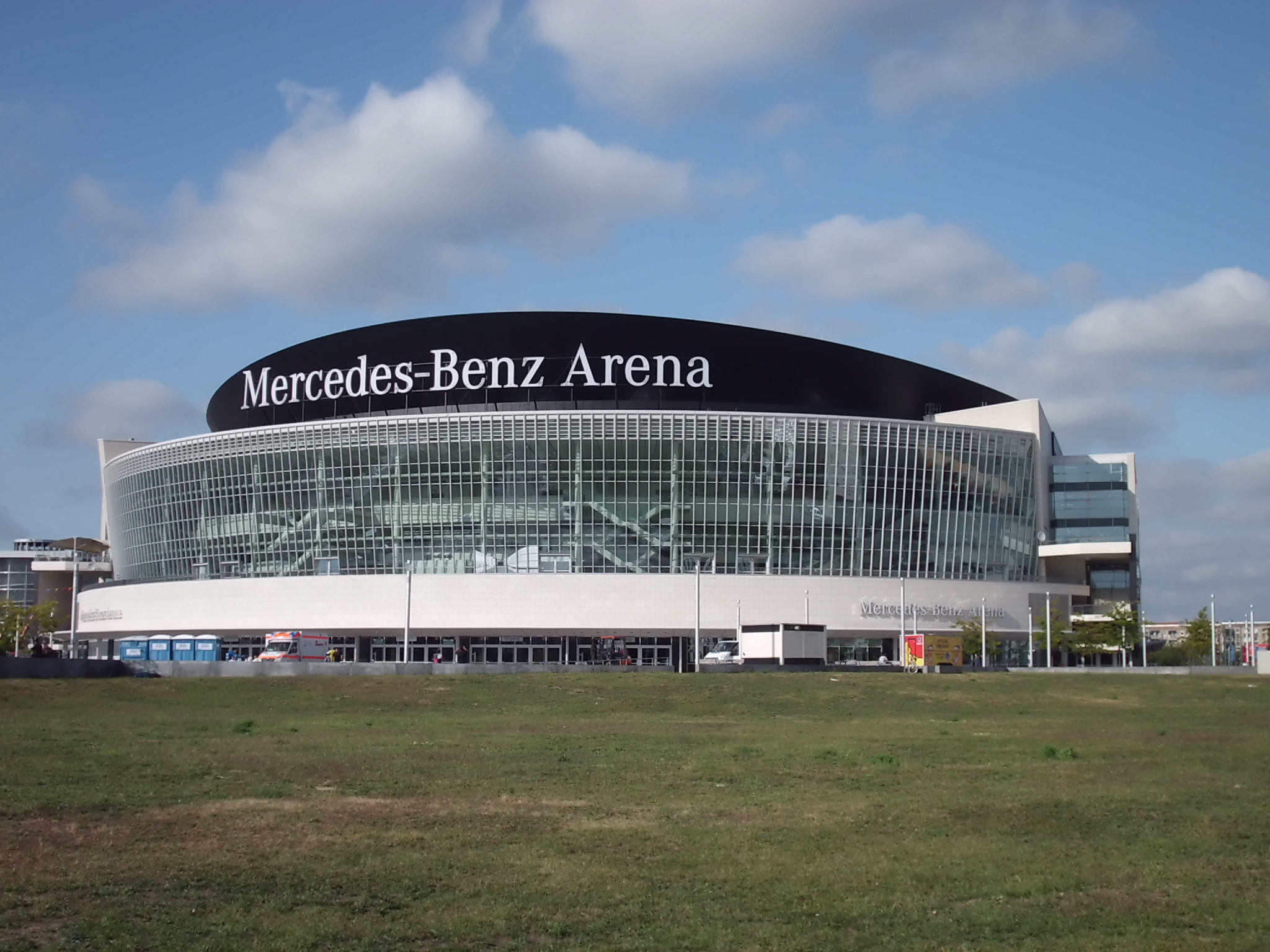
Imagem da Mercedes-benz Arena que foi sede do final four.

A Temporada 2015–16 da Turkish Airlines Euroliga foi a 16ª temporada da era moderna da Euroliga e a sexta com o título "Turkish Airlines Euroleague" por motivos de patrocinadores. Incluindo as competições anteriores da Copa dos Campeões Europeus da FIBA está foi a 59ª edição da competição da elite europeia.
A cidade de Berlim sediou a Final Four entre os dias 12 e 15 de junho de 2016. A capital alemã já havia sediado o Final Four de 2009.

## Equipes
Em 6 de maio de 2015 a Euroliga anunciou a distribuição das licenças. Apesar de ser divulgado que em 8 de junho de 2015 seria anunciado, o anúncio da composição final foi divulgada em 29 de junho. 
| Temporada Regular            | Temporada Regular        | Temporada Regular         | Temporada Regular           |
| ---------------------------- | ------------------------ | ------------------------- | --------------------------- |
| Real Madrid A (1º)           | Olympiacos Piréu A (1st) | Maccabi FOX A (3rd)       | CSKA Moscovo A (1st)        |
| FC Barcelona Lassa A (º)     | Panathinaikos A (2nd)    | Žalgiris A (1º)           | BC Khimki B (2º)            |
| Unicaja B (3º)               | Dinamo Sassari B (1º)    | Pınar Karşıyaka B (1º)    | Lokomotiv Kuban WC (3º)     |
| Laboral Kutxa A (6th)        | EA7 Milano A (3rd)       | Anadolu Efes A (2nd)      | Estrela Vermelha B (1st)    |
| Brose Baskets B (1º)         | CSP Limoges B (1º)       | Fenerbahçe Ülker A (3º)   | Cedevita Zagreb B (2º)      |
| FC Bayern de Munique WC (2º) | Strasbourg IG WC (2º)    | Darüşşafaka Doğuş WC (5º) | Stelmet Zielona Góra B (1º) |

## Sorteio dos Grupos
O sorteio da Temporada 2015-16 da Euroliga foi realizado em 9 de julho de 2015 às 13:00 do horário de verão europeu (CET) e foi transmitida ao vivo pela Euroleague.net e televisionado por TV para vários países.
A equipes foram distribuídas em seis potes com quatro clubes de acordo com o Ranking Histórico, baseado de acordo com a performance em competições europeias nos último três anos.
Dois clubes oriundos do mesmo país ou liga não pode ser sorteado no mesmo grupo, se possível. Para este propósito, trabalhará com como sendo apenas um país. 
| Clube              | Pts |
| ------------------ | --- |
| CSKA Moscou        | 178 |
| Real Madrid        | 178 |
| FC Barcelona Lassa | 171 |
| Olympiacos Piréu   | 170 |

| Clube                | Pts |
| -------------------- | --- |
| Maccabi FOX          | 151 |
| Panathinaikos Atenas | 142 |
| Fenerbahçe           | 129 |
| Anadolu Efes         | 126 |

| Clube              | Pts |
| ------------------ | --- |
| BC Khimki          | 125 |
| Laboral Kutxa      | 119 |
| BC Lokomotiv Kuban | 118 |
| Unicaja Malaga     | 112 |

| Clube            | Pts |
| ---------------- | --- |
| Žalgiris Kaunas  | 109 |
| EA7 Milano       | 96  |
| Estrela Vermelha | 95  |
| Brose Bamberga   | 80  |

| Clube                | Pts |
| -------------------- | --- |
| Pınar Karşıyaka      | 69† |
| Darüşşafaka Doğuş    | 69† |
| Cedevita Zagreb      | 63  |
| FC Bayern de Munique | 63  |

| Clube                | Pts |
| -------------------- | --- |
| Dinamo Sassari       | 57  |
| Stelmet Zielona Góra | 52  |
| Strasbourg IG        | 48  |
| Limoges              | 35† |